# Blefaroplastika

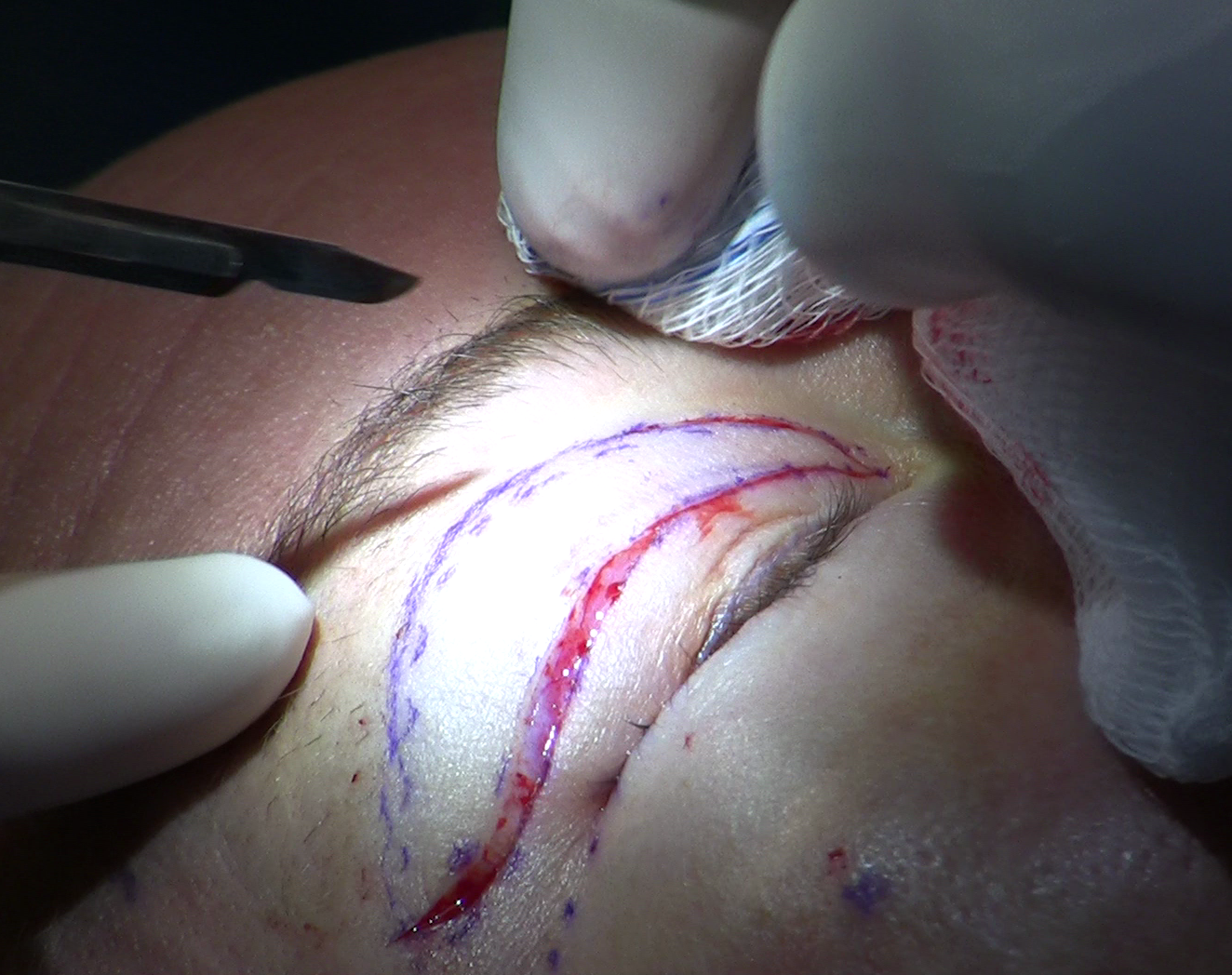
Modrá linie představuje plán vedení incise na kůži horního víčka

Blefaroplastika (blefaron – řec. oční víčko), neboli plastika očních víček, je plastická operace, jejímž cílem je odstranění vad a deformit očních víček a estetická úprava obličeje. Blefaroplastika řeší funkční a kosmetické problémy v oblasti dutiny očnicové (orbity) vyříznutím, odstraněním, přesunutím (nebo kombinací obojího) přebytků kožní a tukové tkáně.
Horní víčka jsou častěji namáhána, a vzniká na nich tedy i větší kožní převis, po jehož odstranění dochází k odlehčení v oblasti očí. V případě dolních víček nejde tak o přebytky kůže, jako spíše o tukové prolapsy spojené s otoky a kruhy pod očima.
Operativním cílem blefaroplastiky je obnovení správné funkce postiženého očního víčka estetická úprava obličeje v oblasti očí. Obvyklá korekce nebo změna (nebo obojí) se týká horních i dolních víček a okolních tkání v oblasti obočí, nad kořenem nosu, v horní části líček.

## Indikace
Blefaroplastiku podstupují pacienti, kteří trpí pocitem viditelných projevů stárnutí pleti, mají dojem, že vypadají starší, unavenější než jejich vrstevníci. S věkem přirozeně dochází ke snižování pružnosti kůže a vytváření kožních nadbytků na víčkách, kde je kůže tenká a jemná. Dalším důvodem pro operaci je důvod zdravotní, kdy kožní převisy a tukové váčky výrazně omezují vidění pacientů a představují tak funkční poruchu.

## Postupy

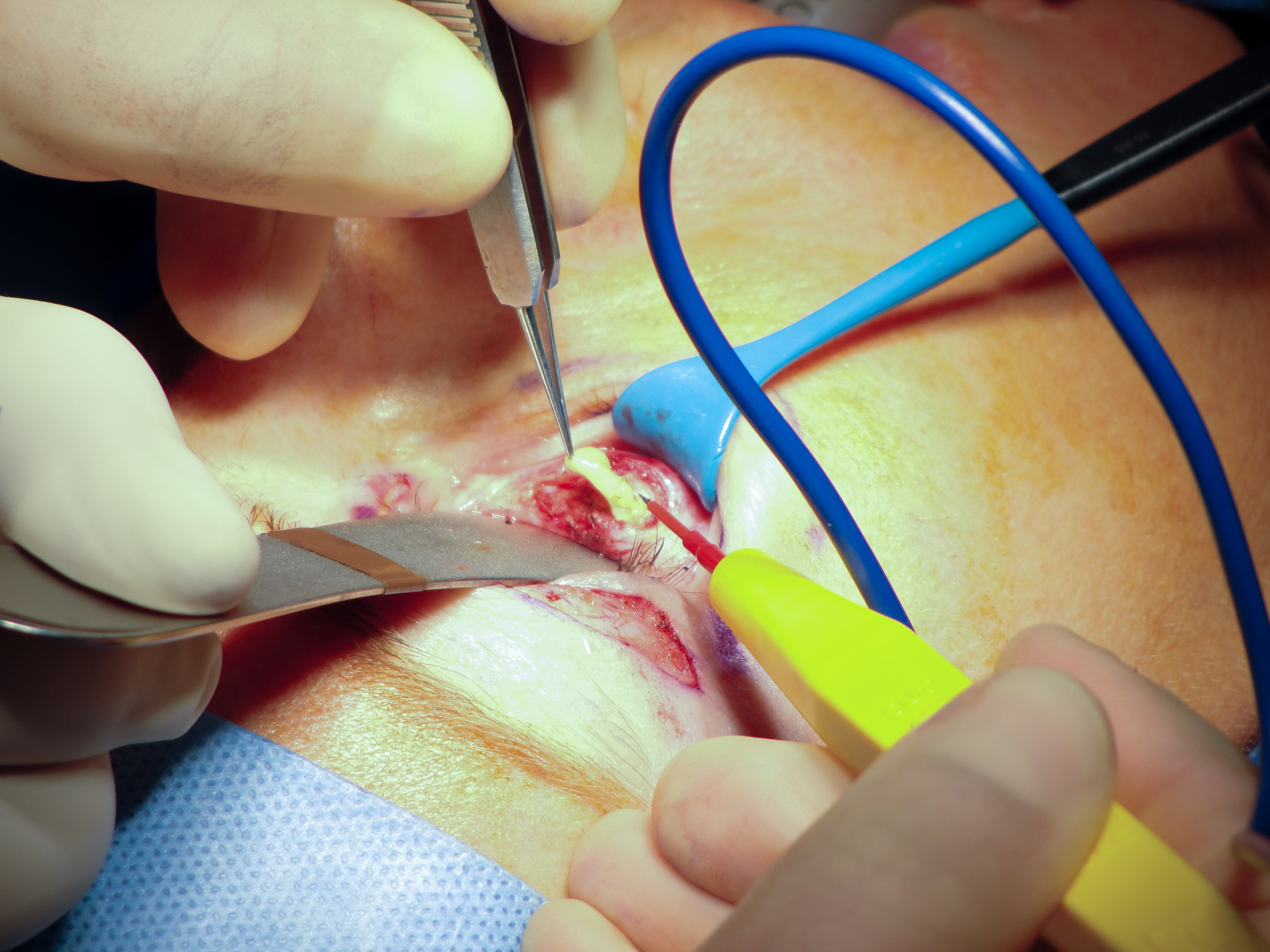
Transkonjunktivální plastika dolních víček s odběrem tukové tkáně očnice

Při korekci víček se používají dva druhy zákroků: klasická chirurgická metoda nebo zákrok pomocí laseru. Laserový zákrok je vhodná pro pacienty s tukovými prolapsy v oblasti dolních víček, u kterých není větší nadbytek kůže. Při klasické chirurgické operaci dojde k odstranění nadbytečné kůže i podkožního tuk. Konkrétní metodu stanoví lékař během předoperační konzultace. Zákrok je bezbolestný, provádí se v místním znecitlivění a trvá cca 45 minut u obou horních víček, u dolních víček cca 55 minut.

### Klasická chirurgická operace
Zákrok se obvykle provádí ambulantně v lokální nestezii. Pacient si může vybrat, zda podstoupí operaci horních i dolních víček najednou nebo postupně. Chirurg provede řez na horních víčkách tak, aby výsledná jizva byla uložena v přirozeném záhybu víčka. Na dolním víčku se řez vede těsně pod řasami. Lékař odstraní nadbytek kůže i podkožního tuku. Nakonec ránu zašije jemným stehem, který vám odstraní po týdnu.

### Laserová operace
Díky této metodě se minimalizuje krvácení i vznik jizev. Operačním přístupem přes sliznici dolního víčka se nejprve redukují tukové váčky a posléze se kůže dolního víčka ošetří laserem. Díky tomu se kůže dokonale vypne. Nic není třeba šít. Po ošetření počítejte je nutná jednodenní hospitalizace.

## Průběh

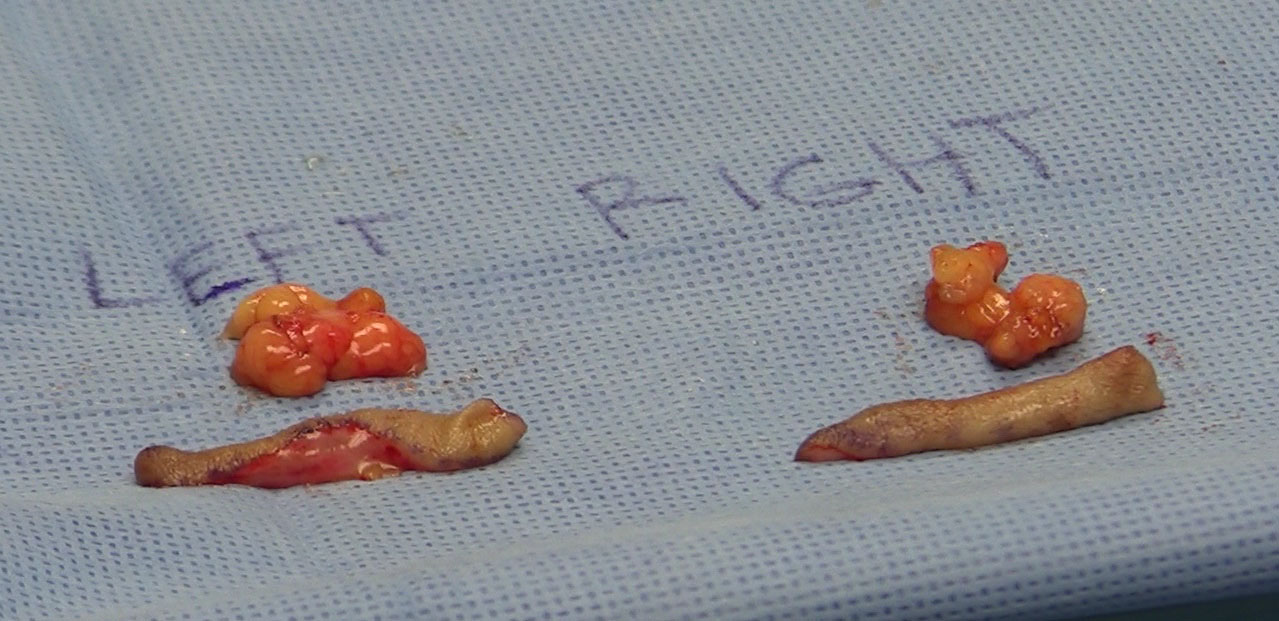
Odebraná tuková tkáň a převislá kožní řasa po blefaroplastice

### Před operací
Před operací absolvuje pacient konzultaci u plastického chirurga, který zhodnotí, zda je vhodným kandidátem a vysvětlí, jakou metodu operace doporučuje. Pacient dále musí absolvovat oční vyšetření, které vyloučí kontraindikace operace (ptózu - pokles očního víčka, lagoftalmus – nedokonalý uzávěr oční štěrbiny s následným vystavením oka trvalému působení zevních vlivů a vysychání, syndrom suchého oka, infekce v oku).

### Po operaci
Po operaci jsou časté drobné krevní podlitiny a otoky, které vymizí do 14 dnů, zarudnutí způsobené laserovou operací po 3 týdnech. Dočasně mohou být oči citlivější na světlo a zvýšeně slzet. 6 týdnů po operaci by se pacient měl vyhýbat slunečnímu záření a nosit sluneční brýle. První dva týdny je důležité vynechat fyzickou aktivitu, pobyt v prašném prostředí, ránu nemáčet, přikládat chladivé obklady. Od 10. dne po operaci je možné používat make-up a po měsíci se pacient může vrátit ke sportovním aktivitám. Výsledek operace začíná být patrný již týden po operaci, úplný asi za 6 měsíců.